# Clarence, Crooks and Chivalry
Clarence, Crooks and Chivalry è un cortometraggio muto del 1919. Il nome del regista non è riportato nei credit del film che venne interpretato dal popolare attore comico Lupino Lane.

## Trama
Un tipo vagabondo diventa costruttore ma viene imbrogliato dal suo caposquadra che lo deruba. Lui si consola con le belle bagnanti in spiaggia.

## Produzione
Il film fu prodotto dalla Lupino Lane Comedy Corporation.

## Distribuzione
Distribuito dalla Ideal, il film - un cortometraggio in due bobine - uscì nelle sale cinematografiche britanniche nel dicembre 1919.